# Aeropteryx brocki
Aeropteryx brocki là một loài côn trùng trong họ Myrmeleontidae thuộc bộ Neuroptera. Loài này được Manski miêu tả năm 1948.